# アメリカ合衆国農務省
アメリカ合衆国農務省（アメリカがっしゅうこくのうむしょう、英: United States Department of Agriculture、略称: USDA）は、アメリカの行政機関のひとつ。農業政策を司る。
USDA予算の1,410億ドルのうち、およそ8割は食品栄養サービス(FNS) プログラムに費やされており、その最大のものは補助的栄養支援プログラム(Supplemental Nutrition Assistance Program, SNAP）、通称フードスタンプである。
日本の農林水産省に相当する。

## 歴史

### 原型
米国では、その歴史の早い時期から農業は重要な産業であった。そのため連邦政府では、新種や改良種の輸入を求めていた。1836年、エール大学出身の弁護士ヘンリー・リビット・エルスワースは国務省での委員職を得た。彼はすぐに新種や改良種の収集を行い、それらを議員らと農業従事者らへ配布した。1839年、議会は特許庁内に農務部門を設置し、1,000ドルを農業上の統計業務、およびその他の農政目的での使用に割り当てた。
エルスワースの農業促進への関心は、彼の新種・改良種の保管および配布のための倉庫設置依頼などからも明らかで、米国農務省の父とあだ名されるほどだった。
1849年、特許庁は新設されたアメリカ合衆国内務省に移管された。その後の数年は、庁内の農業部門分離を目論む者による扇動が続いた。

### 設置
1862年5月15日、リンカーン大統領により、アメリカ合衆国農務省が非内閣級での独立した省として設立された 。リンカーンは当時、農務省を人民の省と呼んでいたという。1880年代、多くの利益団体が「工業・商業省」の設立を望んでおり、農家らは農務省の内閣級への昇格を望んでいた。1887年、合衆国下院および上院は、農務労働省の内閣級への昇格法案を可決したが、両院協議会は労働を付け加えた事に対する農家らの反対を受け、同法案を否決した。1889年2月9日、グラヴァー・クリーブランド大統領は、農務省の内閣級への昇格法案に署名し、立法化した。

## 組織
- 農務長官
- 農務副長官
  - 長官・副長官直属
    - 公民権担当農務次官補
    - 議会関係担当農務次官補
    - 管理担当農務次官補

  - 内部部局
    - 監察総監
    - 法律顧問
    - 財務局
    - 経済局
    - 長官官房
    - 予算・計画分析局
    - コミュニケーション局
    - 部族関係局
    - パートナーシップ・広報関係局
    - 公聴・控訴局
    - 情報局

  - 農務次官
    - 農場生産・保全担当農務次官
      - 農場生産・保全ビジネスセンター
      - 農場サービス部
      - リスク管理部
      - 天然資源保全部

    - 食品・栄養・消費者役務担当農務次官
      - 食品・栄養部

    - 食糧安全保障担当農務次官
      - 食糧安全保障・検査部

    - 販売促進・規制計画担当農務次官
      - 農業販売促進部
      - 動植物検疫局

    - 天然資源・環境担当農務次官
      - 森林局

    - 農村開発担当農務次官
      - 農村住宅部
      - 農村効用部
      - 農村ビジネス協同部

    - 調査・教育・経済担当農務次官
      - 主任科学者室
      - 農業調査部
      - 国家農業供給部
      - 国家食料・農業研究所
      - 経済調査部

    - 貿易・海外農業関係担当農務次官
      - 海外農業部
      - コーデックス部